# Atletica leggera ai XVII Giochi del Mediterraneo - 100 metri ostacoli
Le gare di atletica leggera nella specialità dei 100 metri ostacoli femminili si sono tenute il 28 giugno 2013 al Nevin Yanıt Atletizm Kompleksi di Mersin.

## Calendario
Fuso orario EET (UTC+3).
| Data      | Ora   | Turno  |
| --------- | ----- | ------ |
| 28 giugno | 19:50 | Finale |

## Risultati
Le 8 atlete partecipanti sono qualificate direttamente alla finale.

### Finale
| Pos. | Atleta           | Nazionalità | Tempo | Corsia | Note |
| ---- | ---------------- | ----------- | ----- | ------ | ---- |
|      | Marzia Caravelli | Italia      | 12"98 | 6      |      |
|      | Veronica Borsi   | Italia      | 13"05 | 5      |      |
|      | Marina Tomić     | Slovenia    | 13"11 | 4      |      |
| 4    | Aisseta Diawara  | Francia     | 13"34 | 3      |      |
| 5    | Olympia Petsoudi | Grecia      | 13"51 | 7      |      |
| 6    | Yamina Hajjaji   | Marocco     | 13"85 | 1      |      |
| -    | Ivana Lončarek   | Croazia     | -     | 2      | DNS  |
| -    | Kübra Sesli      | Turchia     | -     | 8      | DNS  |